# ヴァラーハギリ・ヴェンカタ・ギリ
ヴァラハギリ・ヴェンカタ・ギリ（英語: Varahagiri Venkata Giri、1894年8月10日 - 1980年6月24日）は、インドの政治家。同国第4代大統領（在任：1969年8月24日 - 1974年8月24日）。ウッタル・プラデーシュ州知事、ケララ州知事、マイソール州知事、副大統領を歴任した。

## 経歴
マドラス管区（現在のオリッサ州）のブラフマプルに生まれました。父親はインド国民会議の弁護士および政治活動家であった。母親のスバドランマは、非協力運動および市民的不服従運動の期間中に国民運動に積極的に参加し不服従運動中に禁酒法を求めるストライキを主導したとして逮捕されたことがある。
第一次世界大戦中、ダブリンからロンドンに旅行し、マハトマ・ガンジーと出会った。ガンジーは、ギリが赤十字志願兵として帝国軍の戦争活動に参加することを望んでいた。ギリは当初ガンジーの要請に応じたが、後に自分の決断を後悔している。
1969年8月16日に行われた大統領選挙に当選したが、有権者に影響を与えるために汚職行為を行ったとして、その正当性を争う選挙請願書がインド最高裁判所に提出された。ギリはインドの現職大統領としては異例として、証人尋問を受ける法廷に直接出廷することを選択した。裁判所は最終的に請願を却下し、ギリの大統領選出を支持した。
1980年6月24日、マドラスの滞在先で心臓発作により死亡した。